# Iophon major
Iophon major är en svampdjursart som först beskrevs av Brøndsted 1924.  Iophon major ingår i släktet Iophon och familjen Acarnidae. Utöver nominatformen finns också underarten I. m. tenuis.